# George Antheil
George Antheill (født 8. juli 1900 i Trenton, New Jersey, død 12. februar 1959 i New York, USA) var en amerikansk komponist.
Bosat i henholdsvis Berlin og Paris 1922 til 1936. 
Er mest kendt for sin kantede og nærmest brutale musik.fx klaversonaten Sonata Sauvage fra 1923 og Ballet Mécanique for klaver og slagtøj, bl.a. elektriske klokker, bilhorn og propel, fra 1925. Har også skrevet 9 Symfonier, hvoraf to unummererede symfonier er trukket tilbage. En del af hans værker er indspillet på det tyske pladeselskab CPO.

## Udvalgte  værker
- Symfoni nr. 1 "Zingareska" (1920–1922, Rev. 1923) - for orkester
- Symfoni i F (1925–1926) (trukket tilbage)  - for orkester
- Symfoni nr. 2 (1931–1938, Rev. 1943) - for orkester
- Symfoni nr. 3 "Amerikansk" (1936–1939, Rev. 1946) - for orkester
- Symfoni nr. 4 "1942" (1942) - for orkester
- "Tragisk Symfoni" (1945–1946) (trukket tilbage) - for orkester
- Symfoni nr. 5 "Glædelig" (1947–1948) - for orkester
- Symfoni nr. 6 "Efter Delacroix" (1947–1948) - for orkester
- "Jazzsymfoni" (1925, Rev. 1955) - for orkester
- "Verdens hovedstad" suite (1955) - for orkester
- "Mekanisk ballet" (1923-1925, Rev. 1952-1953) - ballet
- Seks operaer
  - Helen trækker sig tilbage (1931)
  - Transatlantisk (1930)
  - Volpone (1949-1952)
  - Venus i Afrika (1954)
  - Ønsket (1954)
  - Brødrene (1954)